# 背班矛麗魚
背班矛麗魚（學名：Crenicichla notophthalmus）為輻鰭魚綱鱸形目隆頭魚亞目慈鯛科矛麗魚屬的其中一種，分布於南美洲黑河下游流域，體長可達7.6公分，棲息溪流中底層水域，生活習性不明。

## 擴展閱讀
維基物種上的相關：背班矛麗魚